# Myotragus balearicus
Myotragus balearicus és un mamífer extint de l'ordre dels artiodàctils, de la família dels bòvids, subfamília dels caprins, és a dir, una cabreta, i gènere Myotragus. S'extingí fa 4.000-6.000 anys.
Se'n coneixen actualment restes a Mallorca, Menorca, Cabrera i sa Dragonera. La relativa abundància i modernitat de les seves restes fa que sigui l'especie més ben coneguda del gènere, també el fet que fou la primera en ser descoberta du amb freqüència a confondre-la amb el conjunt dels Myotragus, però realment es tracta del seu estadi evolutiu final previ a l'extinció, després de més de cinc milions d'anys d'evolució en situació d'aïllament insular.
Fou descobert per Dorothea Minola Bate, que el descrigué l'any 1909. Presenta característiques notables degudes a un llarg procés d'evolució d'insularitat:
1. Mida de 45-50 cm d'alçada a la creu i tenia un pes d'entre 50 i 70 kg, amb extremitats curtes i robustes
2. Òrbites oculars molt frontalitzades que li permetien una visió tridimensional (visió estereoscòpica). Així doncs, la seva visió no era lateral, tal com passa en tots els bòvids actuals.
3. Nasals proporcionalment molt reduïts, amb narines molt enrere. Se sospita que la percepció del món per part de Myotragus era més visual que olfactiva, a diferència del que es dona en els bòvids actuals.
4. Musculatura robusta (ossos robustos). Això permet deduir que el tipus de locomoció era ben diferent a la dels seus congèneres actuals de família de la mateixa alçada corporal. És una locomoció de tipus graviportal, semblant a la dels elefants, molt més lenta i feixuga. Aquesta cabreta no podia ni córrer, ni botar, ni fer moviments de ziga-zaga, sinó només moure's a poc a poc de forma rígida però potent.
5. Dentadura única entre tots els bòvids del món:
  1. Monofiodòncia: Una única incisiva de creixement continu en cada hemimandíbula. Aquest és un caràcter de neotènia. És un fenomen que es presenta paral·lelament en rosegadors, exemple clar de convergència evolutiva.
  2. Reducció de les dents, tant de les incisiviformes com de les molariformes (els adults tenien un premolar a la mandíbula i dos al maxil·lar i no tres a cada part, com tenen tots els artiodàctils actuals)
  3. Elevada hipsodòncia, la més alta de tot l'ordre. És deguda al caràcter abrasiu de la vegetació de la qual s'alimentava.
6. Alt grau d'estenofàgia. Dieta quasi exclusiva de boix baleàric (98% del pol·len contingut a l'interior de copròlits). És una planta tòxica per qualsevol herbívor actual.
7. Les cries de Myotragus tenen morfologia i dimensions més semblants als porcs que a les cabres (potes curtes i mida petita). Això podria indicar majors ventrades que en cabres actuals.

## Fisiologia i creixement
Aquest caprí tenia un patró de creixement únic entre els mamífers coneguts, amb ossos semblants als dels rèptils, cosa que el podria haver ajudat a sobreviure en un terreny amb tan pocs recursos.
A part de la reducció en mida causada pel nanisme insular, un article científic del 2009 revelà el descobriment d'anells de creixement als ossos fòssils de Myotragus. Aquests anells són semblants als anells de creixement dels arbres i són habituals en els animals de sang freda: aquests animals passen per fases de creixement lent o fins i tot nul, mentre que els ossos d'animals de sang calenta es regeneren contínuament.
Aquest descobriment indica que aquesta cabra podia alentir el seu creixement i retardar la maduresa, per tal de viure més temps amb els pocs recursos dels quals disposava. Segons Brian McNab, això no implica necessàriament que Myotragus balearicus hibernés, sinó que podria haver romàs actiu tot l'any amb un nivell baix d'ingestió i consum d'energia.
Tanmateix, aquest creixement lent n'afavorí l'extinció a causa de l'arribada dels humans, fa uns 3.000 anys.
Així mateix un estudi realitzat per l'Institut Català de Paleontologia Miquel Crusafont (ICP), ha pogut demostrar que la insularitat de l'espècie afavoreix una alta longevitat, 27 anys de mitjana, que és el doble del que es podria esperar d'un bòvid de la seva massa corporal, també les taxes de supervivència dels joves són més altes que al continent. Tot plegat s'hauria degut a la manca de depredadors que hauria afavorit la longevitat i el particular metabolisme de l'animal.

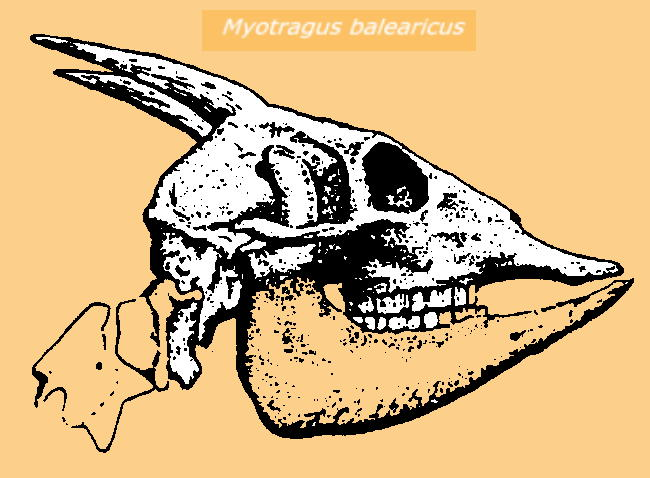
Myotragus balearicus
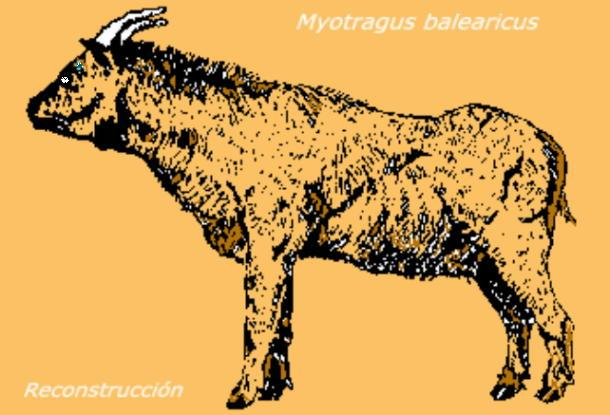
Myotragus balearicus
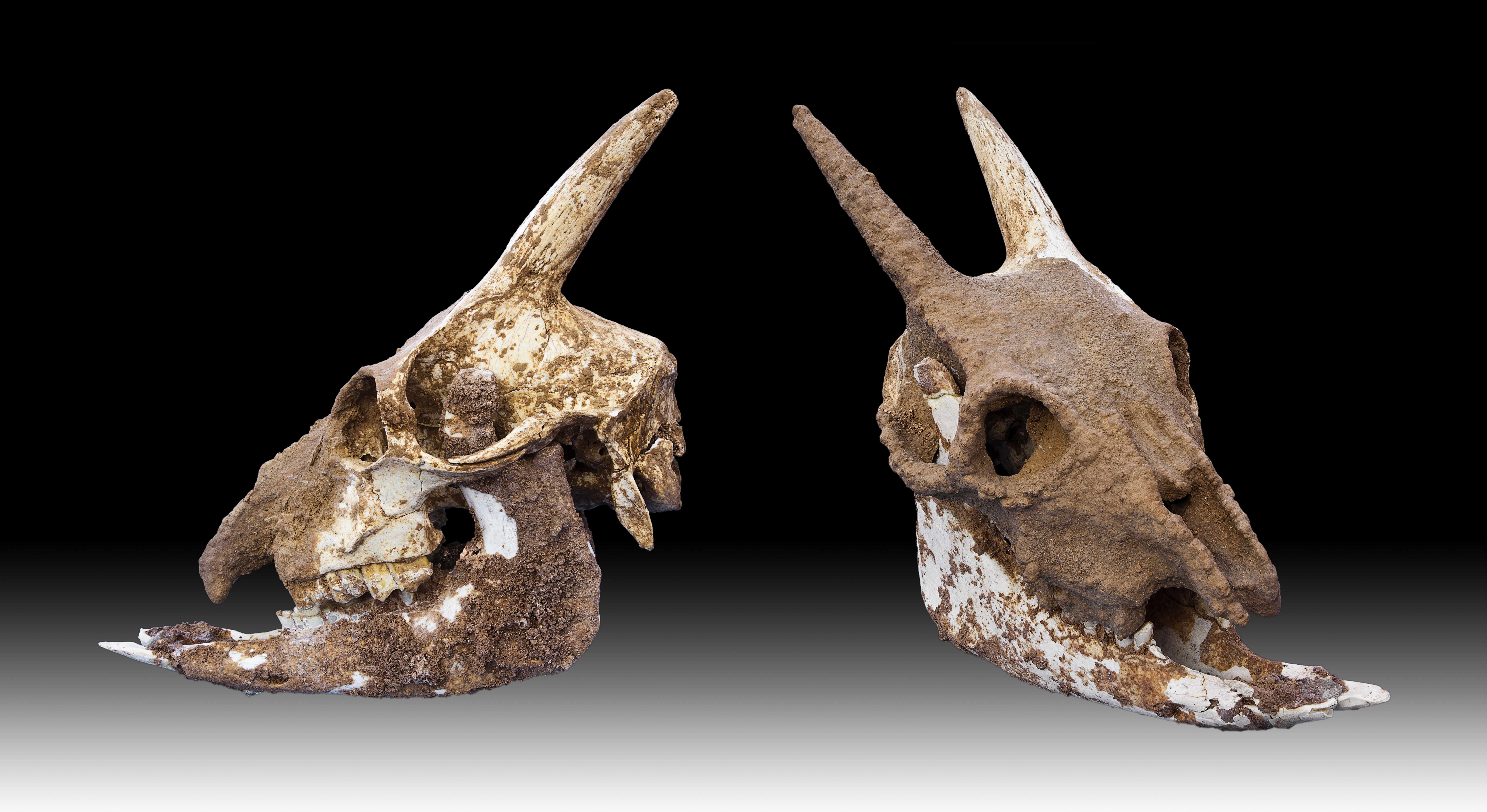
Cranis de Myotragus balearicus